# Sansevieria aethiopica
Dracaena aethiopica (Sansevieria aethiopica) es una especie de Dracaena (Sansevieria) , originaria de  África.
Ahora se la ha incluido en el gen de Dracaena debido a los estudios moleculares de su filogenia.

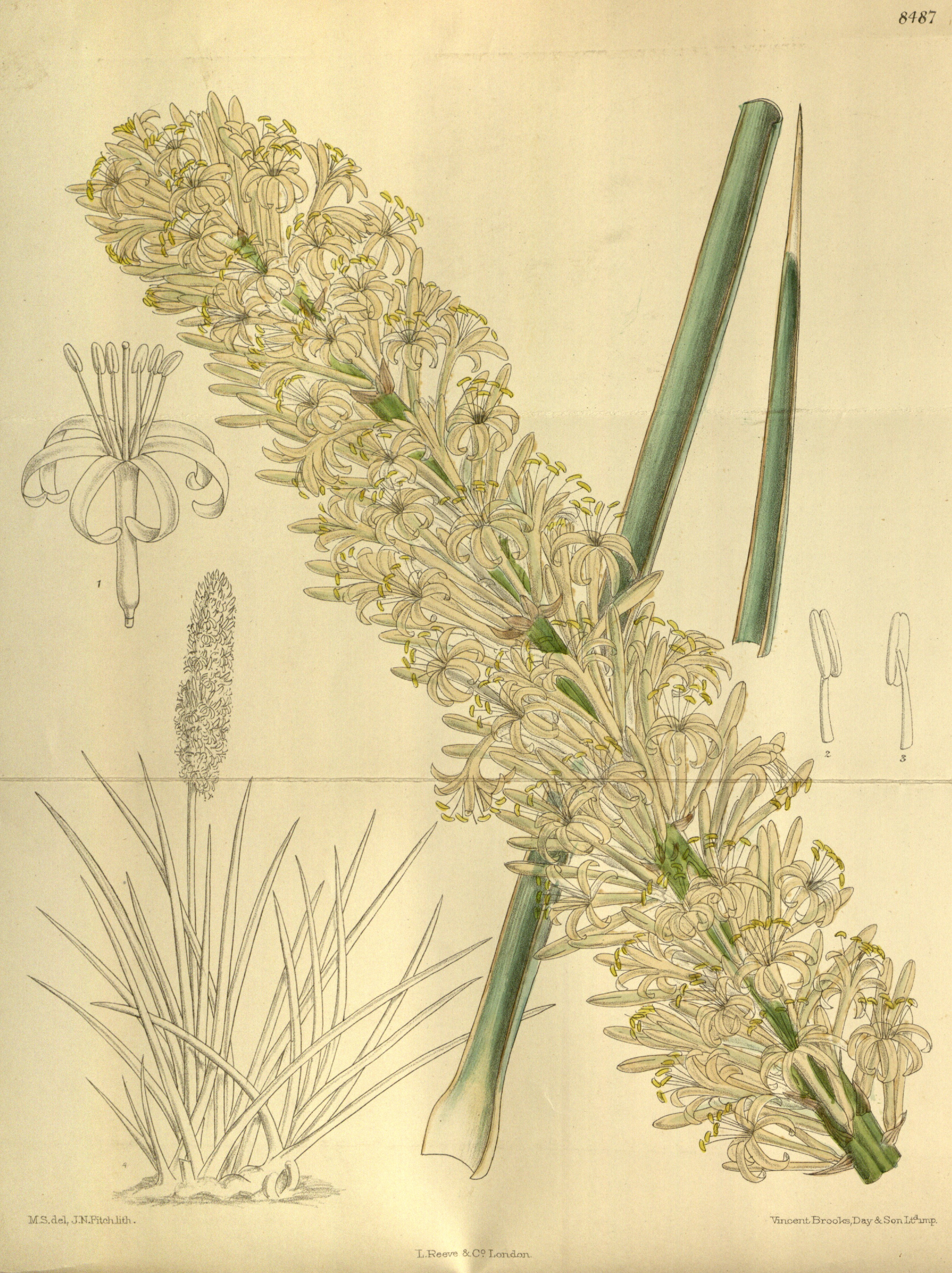
Ilustración

## Descripción
Es una planta perenne rizomatosa que forma grandes colonias. Tiene un rizoma largo, con los brotes nuevos surgiendo lejos. Las hojas son numerosas, de hasta 15 cm o más, generalmente en fascículos de 3, erectas a medio dobladas, estrictamente lineales, de hasta un ± 350 x 10-20 mm, dura y áspera en textura, con manchas claras y oscuras bandas irregulares horizontales.  Las inflorescencias son simples, densas, con muchas flores en un racimo. El perianto  de color variable, blanco, morado o crema con bordes púrpuras.

## Distribución y hábitat
Es una especie generalizada en las zonas más secas del sur de África, en Namibia, Botsuana, Transvaal y en la Provincia Oriental del Cabo, también en Zimbabue, donde crece en lugares secos y abiertos, matorrales, sabana, en suelo bien drenado, arenoso o rocoso.

## Taxonomía
Sansevieria aethiopica fue descrita por Carl Peter Thunberg y publicado en Prodr. Pl. Cap. 65, en el año 1794.
Etimología
Sansevieria nombre genérico que debería ser "Sanseverinia" puesto que su descubridor, Vincenzo Petanga, de Nápoles, pretendía dárselo en conmemoración a Pietro Antonio Sanseverino, duque de Chiaromonte y fundador de un jardín de plantas exóticas en el sur de Italia. Sin embargo, el botánico sueco Thunberg que fue quien lo describió, lo denominó Sansevieria, en honor del militar, inventor y erudito napolitano Raimondo di Sangro (1710-1771), séptimo príncipe de Sansevero.
aethiopica: epíteto geográfico que alude a su localización en Etiopía.
Sinonimia
- Sansevieria caespitosa Dinter
- Sansevieria glauca Haw.
- Sansevieria scabrifolia Dinter
- Sansevieria thunbergii Mattei[8]